# Pulitzer-Preis 2021
Der Pulitzer-Preis 2021 war die 105. Verleihung des renommierten US-amerikanischen Literaturpreises. Die Preisträger wurden im Juni 2021 bekannt gegeben, die Preisverleihung soll im Herbst 2021 stattfinden. Eine Jury, die an der New Yorker Columbia University angesiedelt ist, bestimmte die Preisträger. Die Verkündung der Preisträger war aufgrund der Corona-Pandemie von April auf den Juni verschoben worden.
Die Jury bestand aus 18 Personen unter dem Vorsitz von Stephen Engelberg und Aminda Marqués Gonzalez.

## Preisträger
| Kategorie                                                  | Preisträger | Begründung |
| ---------------------------------------------------------- | --- | --- |
| Dienst an der Öffentlichkeit (Public Service)              | The New York Times                                                                                                 | Preis verliehen für die mutige, vorausschauende und weitreichende Berichterstattung über die Coronavirus-Pandemie, die rassische und wirtschaftliche Ungerechtigkeiten sowie Versäumnisse der Regierungen in den USA und darüber hinaus aufdeckte und ein Datenvakuum füllte, das lokalen Regierungen, Gesundheitsdienstleistern, Unternehmen und Einzelpersonen half, besser vorbereitet und geschützt zu sein.                                                           |
| Aktuelle Berichterstattung (Breaking News Reporting)       | Mitarbeiter der Star Tribune, Minneapolis                                                                          | Preis verliehen für seine eindringliche, maßgebliche und nuancierte Berichterstattung über den Tod von George Floyd durch die Polizei in Minneapolis und den Nachhall, der darauf folgte. |
| Investigativer Journalismus (Investigative Reporting)      | Matt Rocheleau, Vernal Coleman, Laura Crimaldi, Evan Allen und Brendan McCarthy vom The Boston Globe               | Preis verliehen für die Berichterstattung, die ein systematisches Versäumnis der Regierungen der Bundesstaaten aufdeckte, Informationen über gefährliche Lkw-Fahrer weiterzugeben, die diese von der Straße hätten fernhalten können, was zu sofortigen Reformen führte. |
| Hintergrundberichterstattung (Explanatory Reporting)       | Andrew Chung, Lawrence Hurley, Andrea Januta, Jaimi Dowdell und Jackie Botts von Reuters                           | Preis verliehen für eine ausführliche Untersuchung, angetrieben durch eine bahnbrechende Datenanalyse von US-Bundesgerichtsfällen, der obskuren Rechtsdoktrin der „qualifizierten Immunität“ und wie sie Polizisten, die übermäßige Gewalt anwenden, vor Strafverfolgung schützt. |
| Hintergrundberichterstattung (Explanatory Reporting)       | Ed Yong vom The Atlantic                                                                                           | Preis verliehen für eine Reihe klarer, definitiver Artikel über die COVID-19-Pandemie, die den Verlauf der Krankheit vorwegnahmen, die komplexen Herausforderungen, mit denen das Land konfrontiert war, zusammenfassten, das Versagen der US-Regierung beleuchteten und einen klaren und zugänglichen Kontext für die wissenschaftlichen und menschlichen Herausforderungen lieferten, die sich daraus ergaben.                                                           |
| Lokale Berichterstattung (Local Reporting)                 | Kathleen McGrory und Neil Bedi der Tampa Bay Times                                                                 | Preis verliehen für die einfallsreiche, kreative Berichterstattung, die aufdeckte, wie ein mächtiger und politisch verbundener Sheriff eine geheime Geheimdienstoperation aufbaute, die Anwohner schikanierte und Notizen und Aufzeichnungen der Kinderfürsorge nutzte, um Profile von Schulkindern zu erstellen. |
| Berichterstattung im Inland (National Reporting)           | Mitarbeiter des The Marshall Project; AL.com, Birmingham; IndyStar, Indianapolis; und Invisible Institute, Chicago | Preis verliehen für eine einjährige Untersuchung von K-9-Einheiten und den Schaden, den Polizeihunde Amerikanern, einschließlich unschuldigen Bürgern und Polizeibeamten, zufügen, was zu zahlreichen landesweiten Reformen führte. |
| Auslandsberichterstattung (International Reporting)        | Megha Rajagopalan, Alison Killing und Christo Buschek von BuzzFeed News                                            | Preis verliehen für eine Reihe klarer und fesselnder Geschichten, die Satellitenbilder und architektonisches Fachwissen sowie Interviews mit zwei Dutzend ehemaligen Gefangenen nutzen, um eine riesige neue Infrastruktur zu identifizieren, die von der chinesischen Regierung für die Masseninhaftierung von Muslimen gebaut wurde. (Wurde vom Vorstand aus der Kategorie „Erläuternde Berichterstattung“ verschoben, wo er ebenfalls eingereicht und nominiert wurde). |
| Feature Writing (Feature Writing)                          | Mitchell S. Jackson, freier Mitarbeiter der Runner’s World                                                         | Preis verliehen für einen zutiefst berührenden Bericht über die Ermordung von Ahmaud Arbery, der lebendigen Schreibstil, gründliche Berichterstattung und persönliche Erfahrungen kombiniert, um Licht auf den systemischen Rassismus in Amerika zu werfen. |
| Feature Writing (Feature Writing)                          | Nadja Drost, freie Mitarbeiterin des The California Sunday Magazine                                                | Preis verliehen für einen mutigen und packenden Bericht über die globale Migration, der die Reise einer Gruppe zu Fuß durch das Darién Gap, eine der gefährlichsten Migrantenrouten der Welt, dokumentiert. |
| Kommentar (Commentary)                                     | Michael Paul Williams vom Richmond Times-Dispatch                                                                  | Preis verliehen für eindringliche und historisch aufschlussreiche Kolumnen, die Richmond, eine ehemalige Hauptstadt der Konföderation, durch den schmerzhaften und komplizierten Prozess des Abbaus der Denkmäler der weißen Vorherrschaft in der Stadt führten. |
| Kritik (Criticism)                                         | Wesley Morris von The New York Times                                                                               | Preis verliehen für eine unerbittlich relevante und tief engagierte Kritik an der Schnittstelle von Rasse und Kultur in Amerika, geschrieben in einem einzigartigen Stil, abwechselnd spielerisch und tiefgründig. |
| Leitartikel (Editorial Writing)                            | Robert Greene von der Los Angeles Times                                                                            | Preis verliehen für Leitartikel über Polizeiarbeit, Kautionsreform, Gefängnisse und psychische Gesundheit, die klar und ganzheitlich das Strafrechtssystem von Los Angeles untersuchten. |
| Karikatur (Editorial Cartooning)                           | wurde nicht vergeben                                                                                               | Preis wurde nicht vergeben |
| Aktuelle Fotoberichterstattung (Breaking News Photography) | Mitarbeiter der Associated Press                                                                                   | Preis verliehen für eine Sammlung von Fotografien aus mehreren Städten der USA, die die Reaktion des Landes auf den Tod von George Floyd kohärent einfängt. |
| Feature-Fotoberichterstattung (Feature Photography)        | Emilio Morenatti von Associated Press                                                                              | Preis verliehen für eine ergreifende Fotoserie, die den Betrachter in das Leben älterer Menschen in Spanien führt, die während der COVID-19-Pandemie zu kämpfen haben. |
| Audio-Berichterstattung (Audio-Reporting)                  | Lisa Hagen, Chris Haxel, Graham Smith und Graham Smith vom National Public Radio                                   | Preis verliehen für eine investigative Serie über „kompromisslose“ Waffenrechtsaktivisten, die die tiefgreifenden Unterschiede und die sich vertiefende Spaltung zwischen amerikanischen Konservativen beleuchtete. |

| Kategorie                                                   | Preisträger                                                                                     |
| ----------------------------------------------------------- | ----------------------------------------------------------------------------------------------- |
| Belletristik (Fiction)                                      | The Night Watchman von Louise Erdrich                                                           |
| Theater (Drama)                                             | The Hot Wing King von Katori Hall                                                               |
| Geschichte (History)                                        | Franchise: The Golden Arches in Black America von Marcia Chatelain                              |
| Biographie oder Autobiographie (Biography or Autobiography) | The Dead Are Arising: The Life of Malcolm X von Les Payne und Tamara Payne                      |
| Dichtung (Poetry)                                           | Postcolonial Love Poem von Natalie Diaz                                                         |
| Sachbuch (General Nonfiction)                               | Wilmington’s Lie: The Murderous Coup of 1898 and the Rise of White Supremacy von David Zucchino |
| Musik (Music)                                               | Stride von Tania León                                                                           |

Eine Besondere Erwähnung (Special Awards and Citations) erhielt Darnella Frazier für die mutige Aufnahme der Tötung George Floyds, ein Video, das Proteste gegen Polizeibrutalität auf der ganzen Welt auslöste und die entscheidende Rolle der Bürger bei der Suche von Journalisten nach Wahrheit und Gerechtigkeit hervorhob.